# Emma Nordling
Emma Nordling, född 9 april 1985, är en svensk långdistanslöpare. Hon tog SM-silver i halvmaraton år 2016.
Vid Europamästerskapen i Amsterdam år 2016 deltog Nordling i halvmaraton och kom där in på en 70:e plats på tiden 1:17:58.

## Personliga rekord
| Utomhus - 10 km landsväg – 36:36 (Stockholm 16 augusti 2014) - Halvmaraton – 1:16:26 (Göteborg 23 maj 2015) - Maraton – 2:43:28 (New York, New York USA 1 november 2015) - Maraton – 2:43:29 (New York, New York USA 1 november 2015) |